# Bataille de Francfort
Campagne d'Allemagne,
Seconde Guerre mondiale
Batailles
Campagne d'Allemagne de 1945
- Blackcock
- Veritable
- Blockbuster
- Grenade
- Lumberjack
  - Remagen
- Undertone
- Traversée du Rhin
- Varsity
- Poche de la Ruhr
- Francfort
- Wurtzbourg
- Cassel
- Heilbronn
- Friesoythe
- Nuremberg
- Hambourg
- Amherst
- Archway
- Château d'Itter

Front d’Europe de l’Ouest
Front d’Europe de l’Est
Campagnes d'Afrique, du Moyen-Orient et de Méditerranée
Bataille de l’Atlantique
Guerre du Pacifique
Guerre sino-japonaise
La bataille de Francfort désigne un engagement livré entre l'armée américaine et la Wehrmacht pour le contrôle de la ville de Francfort-sur-le-Main en Allemagne du 26 au 29 mars 1945. La ville était défendue par le LXXXe Corps de la 7e armée allemande.

## Déroulement de la bataille
La 6e division blindée et la 5e division d'infanterie US après avoir traversé le Rhin établissent une tête de pont à Oppenheim le 25 mars et s'emparent de la base aérienne au sud de Francfort le lendemain. Le 27 mars, les Américains entrent dans la ville et livrent une féroce bataille aux Allemands dans des combats urbains, progressant lentement dans Francfort. Le 29 mars, la ville est sous contrôle américain, bien que des combats sporadiques continuent jusqu'au 4 avril.
La 5e division d'infanterie recevra par la suite l'ordre d'épauler le IIIe Corps US dans la poche de la Ruhr après quelques jours de répit.